# Рокко Грімальді
Рокко Грімальді (англ. Rocco Grimaldi, нар. 8 лютого 1993, Анагайм) — американський хокеїст, правий нападник клубу АХЛ. Гравець збірної команди США.

## Ігрова кар'єра
Хокейну кар'єру розпочав 2009 року в системі з розвитку юніорського хокею США (ХЛСШ).
2011 року був обраний на драфті НХЛ під 33-м загальним номером командою «Флорида Пантерс».
З сезону 2011–12 років захищав кольори університетської команди Північної Дакоти.
7 травня 2014 року Грімальді підписав трирічний контракт початкового рівня з командою «Флорида Пантерс». У сезоні 2014–15 років Рокко дебютував у фарм-клубі «Сан-Антоніо Ремпедж». 1 листопада 2014 року дебютував у НХЛ в матчі проти «Філадельфія Флаєрс».
23 червня 2016 року «пантери» обміняли Грімальді на воротаря «Колорадо Аваланч» Рето Берру. Більшість часу проведеного у «Аваланч» Рокко виступав за фарм-клуб «Сан-Антоніо Ремпедж»..
26 липня 2017 року «Аваланч» перепідписав з Грімальді контракт на один рік.
1 липня 2018 року на правах вільного агента Рокко перейшов до клубу «Нашвілл Предаторс». 25 березня 2021 року в домашньому матчі проти «Детройт Ред Вінгз» Грімальді оформив хет-трик.
Наразі ж грає за клуб АХЛ «Клівленд Монстерс».
У складі США|юніорської збірної США чемпіон світу 2010 та 2011 років. Був гравцем молодіжної збірної США, у складі якої став чемпіоном світу у 2013 році. Гравець збірної команди США.

## Статистика

### Клубні виступи
| Сезон        | Клуб                         | Ліга         | Регулярний сезон | Регулярний сезон | Регулярний сезон | Регулярний сезон | Регулярний сезон | Плей-оф | Плей-оф | Плей-оф | Плей-оф | Плей-оф |
| Сезон        | Клуб                         | Ліга         | І                | Г                | П                | О                | ШХ               | І       | Г       | П       | О       | ШХ      |
| ------------ | ---------------------------- | ------------ | ---------------- | ---------------- | ---------------- | ---------------- | ---------------- | ------- | ------- | ------- | ------- | ------- |
| 2009–10      | США                          | ХЛСШ         | 32               | 11               | 9                | 20               | 22               | —       | —       | —       | —       | —       |
| 2009–10      | США U17                      | USDP         | 36               | 14               | 26               | 40               | 38               | —       | —       | —       | —       | —       |
| 2009–10      | США U18                      | USDP         | 26               | 7                | 16               | 23               | 12               | —       | —       | —       | —       | —       |
| 2010–11      | США                          | ХЛСШ         | 23               | 12               | 13               | 25               | 18               | —       | —       | —       | —       | —       |
| 2010–11      | США U18                      | USDP         | 58               | 39               | 34               | 73               | 65               | —       | —       | —       | —       | —       |
| 2011–12      | Університет Північної Дакоти | НКАА         | 4                | 1                | 1                | 2                | 2                | —       | —       | —       | —       | —       |
| 2012–13      | Університет Північної Дакоти | НКАА         | 40               | 13               | 23               | 36               | 18               | —       | —       | —       | —       | —       |
| 2013–14      | Університет Північної Дакоти | НКАА         | 42               | 17               | 22               | 39               | 48               | —       | —       | —       | —       | —       |
| 2014–15      | «Сан-Антоніо Ремпедж»        | АХЛ          | 64               | 14               | 28               | 42               | 22               | 3       | 1       | 0       | 1       | 4       |
| 2014–15      | «Флорида Пантерс»            | НХЛ          | 7                | 1                | 0                | 1                | 4                | —       | —       | —       | —       | —       |
| 2015–16      | «Портленд Пайретс»           | АХЛ          | 52               | 16               | 17               | 33               | 20               | 5       | 0       | 4       | 4       | 0       |
| 2015–16      | «Флорида Пантерс»            | НХЛ          | 20               | 3                | 2                | 5                | 2                | 2       | 0       | 0       | 0       | 2       |
| 2016–17      | «Сан-Антоніо Ремпедж»        | АХЛ          | 72               | 31               | 24               | 55               | 39               | —       | —       | —       | —       | —       |
| 2016–17      | «Колорадо Аваланч»           | НХЛ          | 4                | 0                | 1                | 1                | 2                | —       | —       | —       | —       | —       |
| 2017–18      | «Сан-Антоніо Ремпедж»        | АХЛ          | 49               | 15               | 16               | 31               | 32               | —       | —       | —       | —       | —       |
| 2017–18      | «Колорадо Аваланч»           | НХЛ          | 6                | 1                | 2                | 3                | 0                | —       | —       | —       | —       | —       |
| 2018–19      | «Мілвокі Едміралс»           | АХЛ          | 10               | 4                | 7                | 11               | 8                | —       | —       | —       | —       | —       |
| 2018–19      | «Нашвілл Предаторс»          | НХЛ          | 53               | 5                | 8                | 13               | 10               | 5       | 3       | 0       | 3       | 0       |
| 2019–20      | «Нашвілл Предаторс»          | НХЛ          | 66               | 10               | 21               | 31               | 10               | 4       | 0       | 1       | 1       | 2       |
| 2020–21      | «Нашвілл Предаторс»          | НХЛ          | 40               | 10               | 3                | 13               | 4                | —       | —       | —       | —       | —       |
| 2021–22      | «Нашвілл Предаторс»          | НХЛ          | 7                | 0                | 0                | 0                | 2                | —       | —       | —       | —       | —       |
| 2021–22      | «Мілвокі Едміралс»           | АХЛ          | 44               | 26               | 26               | 52               | 14               | 6       | 1       | 1       | 2       | 0       |
| 2022–23      | «Сан-Дієго Галлс»            | АХЛ          | 54               | 27               | 29               | 56               | 31               | —       | —       | —       | —       | —       |
| 2022–23      | «Рокфорд АйсГогс»            | АХЛ          | 16               | 6                | 11               | 17               | 12               | 5       | 1       | 3       | 4       | 2       |
| 2023–24      | «Чикаго Вулвс»               | АХЛ          | 72               | 36               | 37               | 73               | 38               | —       | —       | —       | —       | —       |
| 2024–25      | «Клівленд Монстерс»          | АХЛ          | 66               | 17               | 41               | 58               | 20               | 6       | 1       | 1       | 2       | 4       |
| Усього в НХЛ | Усього в НХЛ                 | Усього в НХЛ | 203              | 30               | 37               | 67               | 34               | 11      | 3       | 1       | 4       | 4       |

### Збірна
| Рік                | Команда            | Турнір             | Місце              | І  | Г  | П  | О  | ШХ |
| ------------------ | ------------------ | ------------------ | ------------------ | -- | -- | -- | -- | -- |
| 2010               | США                | U17                | 1                  | 6  | 4  | 10 | 14 | 8  |
| 2010               | США                | ЮЧС                | 1                  | 7  | 2  | 8  | 10 | 6  |
| 2011               | США                | ЮЧС                | 1                  | 6  | 2  | 6  | 8  | 6  |
| 2013               | США                | МЧС                | 1                  | 7  | 2  | 2  | 4  | 4  |
| 2023               | США                | ЧС                 | 4-е                | 10 | 7  | 7  | 14 | 6  |
| Молодіжна збірна   | Молодіжна збірна   | Молодіжна збірна   | Молодіжна збірна   | 26 | 10 | 26 | 36 | 24 |
| Національна збірна | Національна збірна | Національна збірна | Національна збірна | 10 | 7  | 7  | 14 | 6  |